# سعود الشويعر
سعود محمد راشد بطي الشويعر (1954 - )؛ نائب سابق في مجلس الأمة الكويتي.

## نبذة شخصية
وُلد سعود الشويعر في الكويت عام 1954 وهو من عائلة السليماني التي ترجع إلى قبيلة بني غانم، حاصل على شهادة دبلوم المعهد الديني، شارك في انتخابات مجلس الأمة الكويتي 2016 في الدائرة الرابعة، وحصل على المركز التاسع بعدد أصوات 2,897 صوت وفاز بالانتخابات.

## أبرز مواقفه في مجلس الأمة
| استجواب الوزيرة هند الصبيح (يناير 2018)                  | ضد الاستجواب |
| استجواب الوزير بخيت الرشيدي (2018)                       | ضد الاستجواب |
| استجواب الوزيرة هند الصبيح (مايو 2018)                   | ضد الاستجواب |
| استجواب الوزير خالد الروضان (2019)                       | ضد الاستجواب |
| استجواب الوزير محمد الجبري (2019)                        | ضد الاستجواب |
| استجواب الوزير نايف الحجرف (2019)                        | ضد الاستجواب |
| استجواب الوزير براك الشيتان (2020)                       | مع الاستجواب |
| استجواب الوزير أنس الصالح (أغسطس 2020)                   | ضد الاستجواب |
| استجواب الوزير سعود هلال الحربي (أغسطس 2020)             | غير موجود    |
| استجواب الوزير سعود هلال الحربي (سبتمبر 2020)            | غير موجود    |
| استجواب الوزير أنس الصالح (سبتمبر 2020)                  | ضد الاستجواب |
| تصويت فتح باب ما يستجد من أعمال (تعديل النظام الانتخابي) | غير موافق    |